# Anne-Lise Touya
Anne-Lise Touya (* 19. Januar 1981 in Tarbes) ist eine ehemalige französische Säbelfechterin.

## Erfolge
Anne-Lise Touya wurde 2001 in Nîmes und 2005 in Leipzig im Einzel Weltmeisterin, zudem gewann sie 2006 in Turin und 2007 in Sankt Petersburg den Titel mit der Mannschaft. Bereits 1999 hatte sie in Seoul mit der Mannschaft Silber, sowie 2000 in Budapest und 2004 in New York City Bronze gewonnen. 2000 sicherte sie sich darüber hinaus Bronze im Einzel. Im selben Jahr wurde sie in Funchal in der Einzelkonkurrenz Europameisterin und mit der Mannschaft Vizeeuropameisterin. In den darauffolgenden Jahren holte sie im Mannschaftswettbewerb 2003 in Bourges Silber und 2006 in Izmir und 2008 in Kiew Bronze. 2005 in Zalaegerszeg und 2007 in Gent schloss sie das Mannschaftsturnier jeweils auf dem ersten Rang ab. Zweimal nahm Touya an Olympischen Spielen teil: 2004 belegte sie in Athen im Einzelwettbewerbs den neunten Platz. Bei den Olympischen Spielen 2008 in Peking schloss sie die Einzelkonkurrenz auf dem 21. Rang ab, während sie mit der französischen Equipe als Vierte einen Medaillengewinn knapp verpasste.
Ihre Brüder Damien und Gaël Touya waren beide ebenfalls Fechter und wurden 2004 gemeinsam Olympiasieger.